# Kristýna Neuhortová
Kristýna Neuhortová (24 de febrero de 1997) es una deportista checa que compite en remo.
Ganó dos medallas de bronce en el Campeonato Europeo de Remo, en los años 2023 y 2024, ambas en la prueba de scull individual ligero. Además, obtuvo una medalla de bronce en el Campeonato Mundial de Remo en Sala de 2024.

## Palmarés internacional
| Campeonato Europeo | Campeonato Europeo | Campeonato Europeo | Campeonato Europeo      |
| Año                | Lugar              | Medalla            | Prueba                  |
| ------------------ | ------------------ | ------------------ | ----------------------- |
| 2023               | Bled (Eslovenia)   | Medalla de bronce  | Scull individual ligero |
| 2024               | Szeged (Hungría)   | Medalla de bronce  | Scull individual ligero |